# 제주항해상교통관제센터
제주항해상교통관제센터(濟州港海上交通管制센터, Jeju Port Vessel Traffic Service Center)는 대한민국 해양경찰청 제주지방해양경찰청 소속의 해상교통관제센터이다.
센터장은 방송통신사무관이나 해양수산사무관으로 보한다.

## 같이 보기
- 부산지방해양수산청